# Ibn Hazm

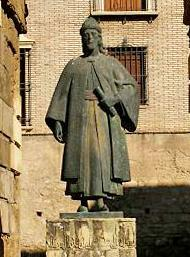
Denkmal des Ibn Hazm in Puerta de Sevilla, Córdoba

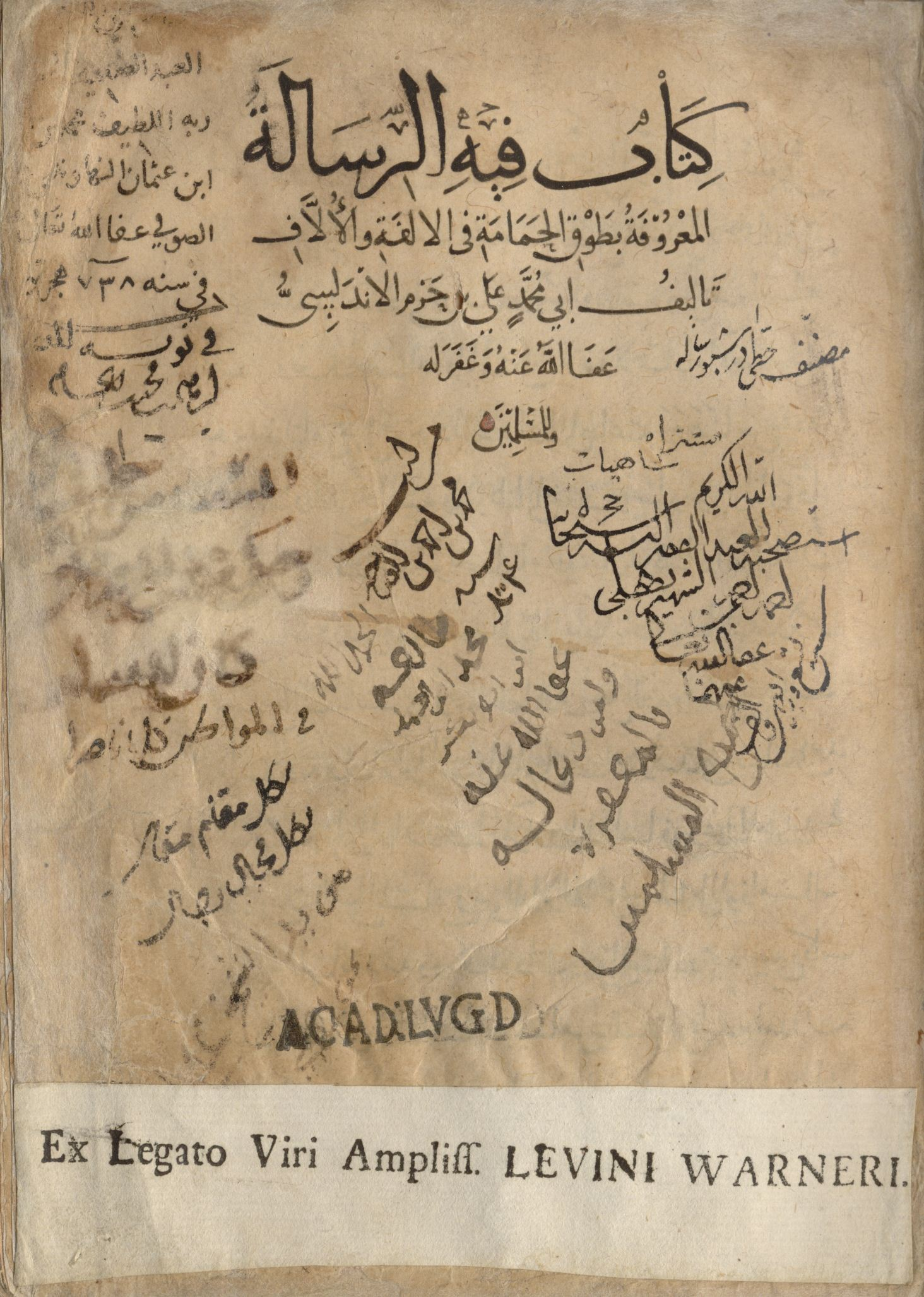
"Das Halsband der Taube", eines der bekanntesten Werke von Ibn Hazm.
(Ms. in UB Leiden)

Abū Muhammad ʿAlī ibn Ahmad Ibn Hazm az-Zāhirī al-Andalusī (arabisch أبو محمد علي بن أحمد ابن حزم الظاهري الأندلسي, DMG Abū Muḥammad ʿAlī ibn Aḥmad Ibn Ḥazm aẓ-Ẓāhirī al-Andalusī; geb. 7. November 994 in Córdoba; gest. 16. August 1064 auf dem Gut Casa Montija bei Niebla) war ein arabischer Universalgelehrter im Kalifat von Córdoba. Er war der wichtigste Vertreter der Rechtsschule der Zahiriten.

## Leben
Ibn Hazm wurde 994 in Córdoba geboren.  Da sein Vater Wesir unter Almansor war, hatte er in seinen ersten Jahren Zugang zu den höfischen Kreisen in Córdoba. Auf Grund seiner umfassenden Ausbildung stieg er bald zu einem bedeutenden Universalgelehrten auf, der in Theologie, Philosophie und Dichtung umfassend bewandert war.
Da er aber Anhänger der muslimischen Rechtsschule der Zahiriten war, erhielt er in der Großen Moschee Lehrverbot und wurde auch später deshalb immer wieder vertrieben. In Sevilla wurden sogar seine Werke verbrannt. Ein weiterer Grund für seine mehrmalige Verbannung war seine angeblich pro-umayyadische Gesinnung, die in den Taifa-Königreichen verdächtig war. Nachdem er zeitweise Wesir unter dem umayyadischen Kalifen Abd ar-Rahman V. (1023–1024) gewesen war, zog er sich aus der Politik zurück.

## Werke (Auswahl)
- Ṭauq al-ḥamāma fī l-ulfa wa-l-ullāf („Das Halsband der Taube über die Liebe und die Liebenden“). Das Werk, das als Teil der Weltliteratur[3] betrachtet wird, wurde 1941 von Max Weisweiler ins Deutsche übersetzt und mit einem Nachwort versehen (Neuausgabe Leipzig: Reclam 1990, ISBN 3-379-00589-4).
- Ḥiǧǧat al-wadāʿ, Abhandlung über die Abschiedswallfahrt des Propheten (ed. ʿAbd-al-Ḥaqq Ibn-Mulāḥiqī al-Turkmānī, Beirut 2008).
- Kitāb al-Muḥallā bi-l-āṯār fī šarḥ al-muǧallā bi-l-iqtiṣār, systematische Darstellung des islamischen Rechts. Die moderne Druckedition (Kairo 1347h-1352h = 1928–1933) umfasst 11 Bände. Download als Zip-Datei In diesem Werk vertrat Ibn Hazm die Auffassung, dass nur ein solcher Idschmāʿ akzeptabel sei, der in der Generation der Prophetengefährten ʿAlī ibn Abī Tālib ʿAbdallāh ibn Masʿūd, Anas ibn Mālik, ʿAbdallāh ibn ʿAbbās und die Gefährten in Syrien sowie in der zweiten Generation der Muslime Ibn Sīrīn und Dschābir ibn Zaid umfasse.[4]
- Al-Farq baina al-firaq („Die Trennung zwischen den Religionsgemeinschaften“). In diesem Werk unterzog er das Judentum, das Christentum und den Zoroastrismus sowie die wichtigsten islamischen Sekten einer kritischen Untersuchung, um sie zu widerlegen.
- An-Nāsiḫ wa-l-mansūḫ fī l-Qurʾān al-karīm. („Das Abrogierende und das Abrogierte im Koran“). (Beirut: Manšūrāt al-Ǧamal 2016, ISBN 9789933352394).